# Линк, Уильям
Уильям Линк (англ. William Link; 15 декабря 1933, Филадельфия, Пенсильвания — 27 декабря 2020, Лос-Анджелес, Калифорния) — американский телесценарист и продюсер.
Родился в городе Филадельфия, получил степень бакалавра в Университете Пенсильвании. Супруга: Марджери Нельсон. Всего за свою карьеру поработал над 120 фильмами в жанрах драмы, криминала, детектива. Один из создателей телесериалов «Мэнникс» (1967—1975), «Коломбо» (1968—2003) и «Она написала убийство» (1984—1996).
В 1979 году получил премию Эдгара По за работу над сериалом «Коломбо». Его именем назван студенческий театр в кампусе университета в Лонг-Бич.
Линк вместе с Ричардом Левинсоном был первым писателем, введённым в Зал славы Телевизионной Академии.